# Ляденко Олег Васильович
Оле́г Васи́льович Ляде́нко — український бізнесмен, благодійник, спонсор, депутат Криворізької міської ради, майор Збройних сил України, командир роти глибинної розвідки, учасник російсько-української війни.

## Біографія
Народився 1973 року в місті Кривий Ріг. Має вищу освіту.
Засновник і генеральний директор ПП «Сігма», м. Кривий Ріг, Довгинцівський район. Основний вид діяльності: Оптова торгівля відходами та брухтом. Фірма займається розробкою відвалів.
Займається бізнесом у сфері розробки, виробництва та продажу професійного спорядження для підводних видів спорту, підводного полювання і фридайвінгу, — компанія «Deep Master», м. Кривий Ріг. З 2010 року був віце-президентом Федерації підводного спорту та підводної діяльності України, спонсором і капітаном команди з підводного полювання «Аквадискавері», головою комітету підводного полювання, фінансував участь збірної України в міжнародних змаганнях, об'їздив багато країн і куточків світу.
Будучи успішним бізнесменом, займається благодійництвом. Є президентом Федерації плавання Кривого Рогу, спонсором спортивних змагань.
У 2010 році був обраний депутатом Інгулецької районної у місті Кривий Ріг ради, був членом «Партії регіонів». 25 жовтня 2015 року обраний депутатом Криворізької міської ради VII скликання від партії «Опозиційний блок».
Починаючи з квітня 2016 року стосовно ПП «Сігма» було відкрито виконавче провадження. Встановлено, що посадові особи ПП «Сигма» в період 2014—2015 року з метою ухилення від сплати податків, шляхом безпідставного формування податкового кредиту з ПДВ умисно уклали низку угод з підприємствами з ознаками фіктивності, а також провели низку безтоварних операцій з придбання робіт і послуг, що призвело до ненадходження до бюджету України податків в особливо великих розмірах на суму 3,6 млн грн.
На початку серпня 2017 року у будинку Олега Ляденка було проведено обшук в рамках розслідування діяльності злочинного угруповання, яке займалось розкраданням металу з території металургійного комбінату «АрселорМіттал Кривий Ріг».
Згідно декларації за 2017 рік, є власником ТОВ «Діп Майстер» і кінцевим бенефіціарним власником трьох фірм у Таллінні, в Афінах і на Мадагаскарі, має колекцію годинників. Є засновником Благодійної організації «Всеукраїнський Благодійний Фонд „Корпус Допомоги“» та Громадської організації «Глибинний майстер».
Одружений, має сина. Дружина займається бізнесом.

### Допомога армії під час війни
Під час російської збройної агресії проти України з 2014 року допомагав армії, забезпечував військовослужбовців на передовій тактичним оснащенням, переправив на фронт кілька позашляховиків. Зокрема, опікувався 54-ю механізованою бригадою, «Грузинським легіоном». Під час однієї з поїздок на «Світлодарську дугу» потрапив під мінометний обстріл. Витратив понад півмільйона доларів для забезпечення українських захисників.[джерело?]

### Продюсерська діяльність
Олег Ляденко є автором ідеї і продюсером серії документальних фільмів про життя на передовій, долі солдат та їх близьких. Показ першої частини відбувся 27 березня 2018 року на криворізькому телеканалі «Рудана».

### Участь у бойових діях
Багато зробивши для Збройних Сил як волонтер, вирішив і сам піти на фронт. 6 березня 2017 року склав Військову присягу.
Молодший лейтенант, командир взводу роти глибинної розвідки 74-го окремого розвідувального батальйону, в/ч А1035, смт Черкаське, Дніпропетровська область. Взвод Ляденка виконував бойові завдання по всій лінії розмежування. У лютому 2018 року дістав бойову травму під час виконання бойового завдання поблизу села Новоолександрівка Попаснянського району Луганської області, після лікування та реабілітації повернувся на передову.
У 2018 році призначений командиром роти глибинної розвідки.
30 червня 2018 року рота глибинної розвідки зі складу резерву Об'єднаних сил брала участь в операції 53 ОМБр, успішне проведення якої дозволило завершити взяття під повний контроль населеного пункту Золоте-4 (Партизанське), що входить до складу міста Золоте у Попаснянському районі. Молодшого лейтенанта Ляденка та ще 17 бійців його роти нагороджено відзнаками Міноборони.
У серпні 2018 разом зі своєю ротою брав участь в операції 24 ОМБр, в ході якої було завершено створення кільця безпеки навколо Торецька і утворення буферної зони навколо КПВВ «Майорське». Разом з тим під повний контроль Об'єднаних сил перейшло селище Шуми і дачний масив цього населеного пункту, траса вздовж водопроводу та дачний масив селища Шахти 6-7. Всього взято під контроль більше десяти квадратних кілометрів території так званої «сірої зони».
19 вересня 2018 року особовий склад роти глибинної розвідки розширив зону відповідальності Об'єднаних сил і зайняв нові позиції, взявши під свій контроль північно-західну околицю населеного пункту Золоте-4 (хутір Вільний). Командував операцією командир роти Ляденко.

## Нагороди та відзнаки
- орден Богдана Хмельницького II ступеня (3 травня 2022) — за особисту мужність і самовіддані дії, виявлені у захисті державного суверенітету та територіальної цілісності України, вірність військовій присязі[23].
- Указом Президента України № 403/2017 від 5 грудня 2017 року «за особистий внесок у зміцнення обороноздатності Української держави, мужність і самовіддані дії, виявлені у захисті державного суверенітету та територіальної цілісності України, зразкове виконання військового обов'язку» нагороджений Орденом Богдана Хмельницького III ступеня[24][25].
- Наказом Міністра оборони України № 840 від 27 листопада 2017 року нагороджений відзнакою Міністерства оборони України нагрудним знаком «За військову доблесть»[26].
- 27 грудня 2017 року нагороджений Почесною відзнакою «Хрест 54 ОМБр»[27].
- 13 вересня 2018 року розпорядженням Криворізького міського голови № 181-р, за активну громадську діяльність, сумлінну плідну працю, вагомий внесок у захист територіальної цілісності та незалежності України, нагороджений годинником «Клейнод»[28].
- Медаль «За військову службу Україні»[29]